# Ungarns håndboldforbund
Ungarns håndboldforbund (ungarsk: Magyar Kézilabda Szövetség, forkortet MKSZ) er det ungarske håndboldforbund. Forbundets hovedkvarter ligger i Budapest. Forbundet er medlem af det europæiske håndboldforbund, European Handball Federation (EHF) og det internationale håndboldforbund, International Handball Federation (IHF). Forbundet har ansvaret for herrelandsholdet og damelandsholdet.